# أكمية لبدية
أكمية لبدية (الاسم العلمي: Aechmea tomentosa) هو نوع نباتي يتبع جنس الأكمية من فصيلة البروميلية.